# انتخابات سراسری آفریقای جنوبی (۲۰۱۹)
انتخاب سراسری سال ۲۰۱۹ آفریقای جنوبی (انگلیسی: 2019 South African general election) در روز ۸ ماه مه ۲۰۱۹ در آفریقای جنوبی برگزار شد تا نمایندگان مجلس ملی آفریقای جنوبی انتخاب شوند. در نهایت کنگره ملی آفریقا به رهبری سیریل رامافوسا، رئیس‌جمهور کنونی، به پیروزی رسید، ولی سهم آرای آن از ۶۲٫۱۵٪ در سال ۲۰۱۴ به ۵۷٫۵۰٪ کاهش یافت، که این کمترین سهم آرای این حزب از پایان آپارتاید آفریقای جنوبی در سال ۱۹۹۴ بوده‌است.